# Luís Alberto (futebolista)
Luís Alberto Silva dos Santos, ou simplesmente Luís Alberto (Salvador, 17 de novembro de 1983), é um futebolista brasileiro que atua como volante e meia. Atualmente, joga no Chaves.

## Carreira
Era considerado uma grande revelação do Bahia, mas logo transferiu-se para o futebol europeu, após breve passagem pelo Cruzeiro. No exterior, passou pelo futebol português e romeno, onde atuou pelo Cluj. Por lá, marcou seu nome na história do clube no dia 5 de dezembro de 2012, quando marcou o gol da histórica vitória da equipe romena sobre o gigante time do Manchester United, que naquela oportunidade atuava com time misto, em pleno Old Trafford, em jogo válido pela última rodada do grupo. Apesar da vitória, sua equipe não conseguiu classificação para a próxima fase por muito pouco.
Um mês e meio depois deste gol histórico, Luís Alberto acertou seu retorno ao futebol brasileiro após cerca de cinco anos, acertando por empréstimo com o Vitória, clube que retorna à Série A do Campeonato Brasileiro após dois anos. A curiosidade da transferência é que Luís escolheu exatamente o maior arquirrival do clube que o revelou, o Bahia, para retornar ao Brasil, fato que gerou grande polêmica entre os torcedores. Marcou seu primeiro gol contra o Feirense, em jogo válido pela 3ª rodada do Campeonato Baiano.
Em janeiro de 2014, com o final do seu contrato com o Cluj, acertou sua ida ao futebol japonês para atuar pelo Kashima Antlers. No final do ano, não teve seu contrato renovado e deixou o clube.

## Títulos
Vitória
- Campeonato Baiano: 2013